# 延命寺 (高梁市)
延命寺（えんめいじ）は岡山県高梁市にある曹洞宗の寺院。山号は若杉山。

## 概要
永正2年（1505年）に創建されたといわれている。本尊は十一面観世音菩薩。
重要伝統的建造物群保存地区「吹屋」の麓、「下谷」にある禅寺である。吉岡銅山や弁柄製造に携わった豪商から信仰された。尼子氏ゆかりの寺ともいわれ、山門の鬼瓦には尼子氏の家紋である平四ツ目結が用いられている。また、同地区にあった黄金山城の武将・吉田兼久の位牌も安置されている。
現住職が曹洞宗大本山永平寺で修得した本格的な精進料理が有名。

## 所在地
岡山県高梁市成羽町吹屋1009番地

## 交通アクセス
- JR伯備線 備中高梁駅から備北バス「吹屋」行きで60分、下谷下車、徒歩20分

## 周辺情報
- 田村家住宅（福岡屋）
- 銅栄寺